# Ofrenda a la tormenta
Ofrenda a la tormenta és una pel·lícula de coproducció hispano-alemanya del 2020 dirigida per Fernando González Molina, amb guió de Luiso Berdejo i Dolores Redondo i protagonitzada per Marta Etura, Leonardo Sbaraglia i Paco Tous. És la tercera i última entrega de la Trilogia del Baztan, després d'El guardián invisible i Legado en los huesos.

## Sinopsi
A Pamplona, Amaia Salazar ha d'investigar el cas d'una nena morta i la detenció del seu pare. Segons l'àvia, el pare va intentar fugir amb el cos del bebè mentre pronunciava paraules estranyes sobre una ofrena.
El bebè té marques vermelles a la cara que indiquen que fou assassinat. L’àvia parla d’una criatura màgica: un ésser maligne horrible que immobilitza els que dormen i els impedeix despertar. És l'Inguma, un mal geni de la mitologia basca, qui et treu la vida mentre dorms.
Aquesta investigació portarà Amaia i el seu equip a descobrir algunes irregularitats processals en casos similars ocorreguts fa molts anys a la vall de Baztan, de parla basca, i que revelen un nombre inusualment elevat d’esdeveniments en una àrea tan reduïda.
Mentrestant, l'assassí Berasategui, que el jutge Markina trasllada a una altra presó, és trobat mort a la seva cel·la.

## Repartiment
- Marta Etura - Amaia Salazar
- Leonardo Sbaraglia - jutge Markina
- Paco Tous - doctor San Martín
- Álvaro Cervantes - Berasategui
- Pedro Casablanc - comissari General
- Marta Larralde - Yolanda Berrueta
- Francesc Orella - Fermín Montés
- Ana Wagener - Fina Hidalgo
- Elvira Mínguez - Flora Salazar
- Itziar Aizpuru - tia Engrasi
- Patricia López Arnaiz - Rosaura Salazar
- Carlos Librado «Nene» - Jonan Etxaide
- Imanol Arias - mossèn Sarasola
- Susi Sánchez - Rosario
- Benn Northover - James
- Alicia Sánchez - Elena Ochoa
- Colin McFarlane - Aloisius Dupree
- Alfredo Villa - inspector Clemos
- Eduardo Rosa - subinspector Goñi

## Estrena
Ofrenda a la tormenta fou estrenada el 24 de juliol de 2020 a Netflix.